# Sargus iridatus
Sargus iridatus – gatunek muchówki z rodziny lwinkowatych i podrodziny Sarginae.
Gatunek ten opisany został w 1763 roku przez Giovanniego Antonio Scopoliego jako Musca iridata.
Muchówka o smukłym ciele długości od 6 do 11 mm. Głowa jest półokrągła, dychoptyczna u obu płci, u samicy z zielonofioletowym połyskiem. Czułki są ubarwione czarno, twarz brunatno, a aparat gębowy pomarańczowo. Metalicznie zielony tułów cechuje żółte owłosienie. Skrzydła są pozbawione plam, mogą być jednak lekko, równomiernie, brunatnie przydymione. Przezmianki mają barwę ciemnobrunatną, u samicy z pomarańczową główką. Odwłok samca jest z wierzchu miedzianofioletowy, a od spodu brunatnoczekoladowy. U samicy wierzch odwłoka jest czarnofioletowy z amarantowym połyskiem, a spód czarny. Odnóża są głównie lub całkowicie czarne.
Owad palearktyczny, w Europie znany z Hiszpanii, Francji, Irlandii, Wielkiej Brytanii, Belgii, Holandii, Niemiec, Szwajcarii, Austrii, Włoch, Polski, Czech, Słowacji, Węgier, Bośni i Hercegowiny, Rumunii, Bułgarii, Norwegii, Szwecji, Finlandii, Litwy, Ukrainy i Rosji. Imagines są aktywne od maja do sierpnia.